# Listă de filme de înregistrare recuperată
Aceasta este o listă alfabetică de filme de înregistrare recuperată (în engleză Found footage) (un film de ficțiune care în totalitate sau parțial este realizat ca o înregistrare video autentică, cea mai mare parte fiind filmată chiar de personajele filmului).
- 2 Jennifer (2016)[1]
- 6-5=2 (2014)[2][3][4]
- 6-5=2  (2013)[5]
- 84C MoPic (1989)[6]
- 100 Ghost Street: The Return of Richard Speck (sau Paranormal Entity 4: The Awakening, 2012)[7][8]
- 388 Arletta Avenue (2011)[9][10][11]
- 666 the Devil's Child (sau Millennium, 2012)[12][13]
- 8213: Gacy House (sau Paranormal Entity 2: Gacy House, 2010 , ro.: Spirite malefice)[14][15]

## A
- Afflicted (2013)[16]
- Aksbandh (sau Paranormal Karachi Nights, 2016)[17][18]
- Alien Abduction (2014)[19]
- Alien Abduction: Incident in Lake County (1998)[20]
- Alien Origin (2012)[21]
- Aliens: Zone of Silence (2017)[22]
- Always Watching: A Marble Hornets Story (2015)[23][24]
- The Amityville Haunting (ro.: Amityville, 2011)[25][26]
- Anneliese: The Exorcist Tapes (sau Paranormal Entity 3: The Exorcist Tapes, ro.: Anneliese: Exorcizarea, 2011)[27][28]
- Antrum (2018)[29]
- Apartment 143 (sau Emergo, 2011-2012)[30][31]
- Apollo 18 (2011)[32][33]
- Area 51 (2015)[34]
- As Above, So Below (2014, ro.: Precum în iad, așa și pe pământ )[35]
- Atrocious (2010)[36]
- Seria August Underground
  - August Underground (2001)[37][38]
  - August Underground's Mordum (2003)[39][40]
  - August Underground's Penance (2007)[41]

## B
- Babysitting (Babysitting cu surprize , 2014)[42]
- Babysitting 2 (Vacanță cu "de toate", 2015)[43]
- Bachiatari Bōryoku Ningen (バチアタリ暴力人間? lit. "Cursed Violent People") (2010)[44]
- The Bay (Teroare în golf, 2012)[45][46]
- Be My Cat: A Film for Anne (2015, film românesc)[47]
- Behind the Sightings (2020 ?)[48]
- The Bell Witch Haunting  (2013)[49][50]
- Best Night Ever (Burlacele în Vegas, 2013)[51]
- Black Water Vampire (2014)[52][53]
- The Borderlands (2013)
- Bryan Loves You (2008)[54]
- Body Cam (2020, parțial cu imagini de înregistrare recuperată)

## C
- Cannibal Holocaust (1980)
- Chō Akunin (超・悪人 Hyper Villain?) (2011)[55]
- Chronicle (Cronici, 2012)[56]
- Classroom 6 (2015)[57]
- Cloverfield (Monstruos, 2008)
- The Cohasset Snuff Film (2012)[58]
- The Collingswood Story (2006)[59]
- The Connection (Legătura, 1961)[60][61]
- The Conspiracy (2012)[62][63]
- Creep (2014)[64][65]
- Creep 2 (2017)[66]
- La Cueva (2014)[67]
- Cult (カルト?) (2013)[68][69]
- The Cutting Room (2015)[70]

## D
- The Dark Tapes (2016) (film antologie de groază)[71]
- The Den (sau Hacked, 2013) - filmat în sub-genul computer screen film ori desktop film[72]
- The Devil Inside (ro.: Diavolul din tine, 2012)[73]
- The Devil's Doorway (2018)[74]
- Devil's Due (2014)[75]
- Devil's Pass (The Dyatlov Pass Incident, 2013) - despre Incidentul Diatlov[76]

- Diary of the Dead
- Digging Up the Marrow
- The Dinosaur Project
- The Dirties
- Dwellers)

## E
- Earth to Echo
- End of Watch
- The Entity (2015)
- Europa Report
- Evidence (2013)
- Evidence (2012)
- Evil Things
- Exhibit A
- Exists
- Eyes in the Dark (2010)

## F
- The Final Project
- Followed (film)
- Found Footage 3D
- The Frankenstein Theory
- Frankenstein's Army
- From Jennifer

## G
- The Gallows
- The Gallows Act II
- Gang Tapes
- General Cemetery
- The Ghosts of Garip
- Ghoul
- A Girl Like Her (2015)
- Gonjiam: Haunted Asylum
- Gore, Quebec
- Grave Encounters
- Grave Encounters 2
- The Great American Snuff Film
- The Great Buddha+
- Greystone Park
- Guinea Pig: Devil's Experiment

## H
- Hangman (2015)
- Happy Camp
- Hate Crime (2013)
- A Haunted House (2013)
- A Haunted House 2
- Haunted Poland
- Haunting on Fraternity Row
- Head Case
- Head Cases: Serial Killers in the Delaware Valley
- Hell House LLC
- Hollow (2011)
- Home Movie (2008)
- The Houses October Built
- The Houses October Built 2
- The Human Centipede 2 (Full Sequence) (2011)
- The Hunted (2013)

## I
- India in a Day
- Inner Demons
- The Inside (film)
- Into the Storm (2014)

## J
- JeruZalem

## L
- Lake Mungo (2008)[77][78]
- The Last Broadcast (1988)[79]
- The Last Exorcism (ro.: Ultimul exorcism, 2010)[80]
- The Last Horror Movie (2003)[81]
- Living Among Us (2018)[82][83]
- Long Pigs (2007)[84]
- Lost in the Hood (2009)[85]
- Love Sex Aur Dhokha (2010)[86]
- Lucky Bastard (2013)
- Lunopolis (2010)

## M
- Man Bites Dog (film)
- Megan Is Missing
- The Midnight Swim
- The Mirror (2014 film)
- Mockingbird (film)
- Monster (2008 film)
- Mr. Jones (2013 film)
- Murder Collection V.1

## N
- A Night in the Woods
- Nightlight (2015 film)
- Noroi: The Curse

## O
- Occult (film)
- Operation Avalanche (film)

## P
- Paranormal Activity (ro.: Activitate paranormală, 2007)[87][88]
  - Paranormal Activity 2 (ro.: Activitate paranormală 2)
  - Paranormal Activity 2: Tokyo Night
  - Paranormal Activity 3 (ro.: Activitate paranormală 3)
  - Paranormal Activity 4 (ro.: Activitate paranormală 4)
  - Paranormal Activity: The Marked Ones (ro.: Activitate paranormală 5)
  - Paranormal Activity: The Ghost Dimension (ro.: Activitate paranormală 6. Dimensiunea Spectrală)

- The Paranormal Diaries: Clophill (2013)
- Paranormal Entity (ro.: Prezență paranormală, 2009)
- Phoenix Forgotten
- The Phoenix Incident
- Population Zero
- The Possession of Michael King
- The Poughkeepsie Tapes
- Project Almanac
- Project X (2012 film)
- The Pyramid (ro.: Piramida, 2014)

## Q
- Quarantine (2008 film)
- ?: A Question Mark

## R
- Ragini MMS
- Ratter (film)
- Rec (film)
- Rec 2
- Redacted (film)
- The Rendlesham UFO Incident
- The Ritual (2009 film)

## S
- The Sacrament (2013 film)
- Savageland
- Screamers (2016 film)
- September Tapes
- Shirome (film)
- Skinwalker Ranch (film)
- Snow on tha Bluff
- The St. Francisville Experiment
- State's Evidence
- Sx Tape

## T
- The Taking of Deborah Logan
- The Tapes
- They're Watching
- Trollhunter
- The Tunnel (2011 film) (ro.: Tunelul)

## U
- UFO Abduction (film)
- Unaware
- Undocumented (film)
- Unfriended
- Unfriended: Dark Web
- Unlisted Owner
- Untitled (2011 film)
- Untitled Horror Movie
- The Upper Footage

## V
- Seria V/H/S
  - V/H/S (2012)[89]
  - V/H/S/2 (2013)[90]
  - V/H/S: Viral (2014)[91]
- The Virginity Hit (ro.: Cum să-ți pierzi virginitatea, 2010)[92][93]
- The Visit (ro.: Vizita, 2015)[94]

## W
- The Wedding Video (2012)
- Welcome to the Jungle (2007) - omagiu stilistic adus filmului Cannibal Holocaust[95]
- Wer (2013)[96][97]
- Willow Creek (2013) - despre Bigfoot[98][99]

- World of the Dead: The Zombie Diaries 2 (2011)[100][101]

## Z
- Zero Day (2003), inspirat de Masacrul de la liceul Columbine[102]
- The Zombie Diaries (2006)[103]